# Estampida humana

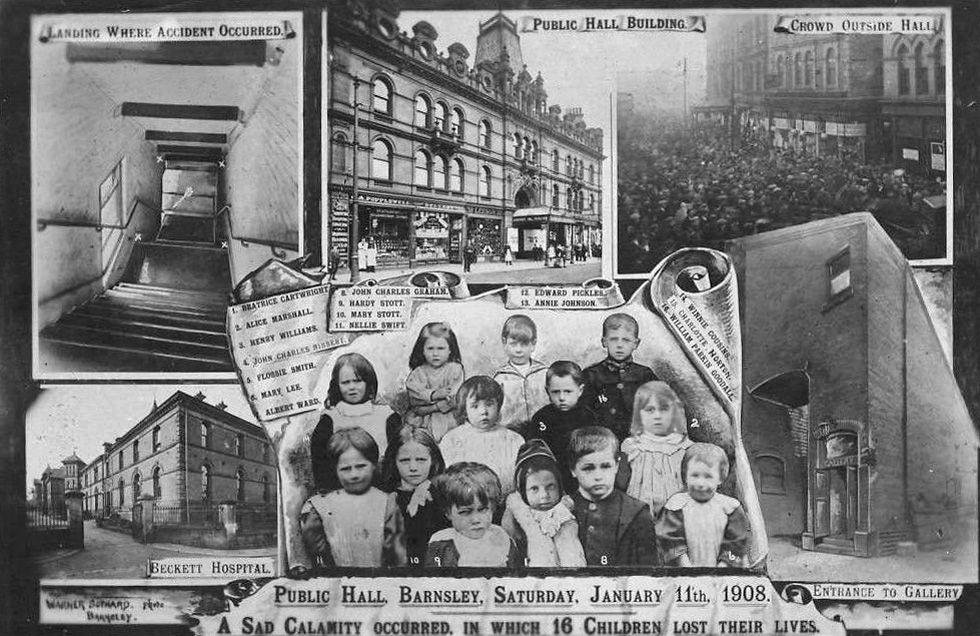
Cartel conmemorativo de la estampida humana del Centro Comunitario de Barnsley, Reino Unido (1908), en la que fallecieron 18 niños.

Una estampida humana o avalancha humana ocurre cuando una aglomeración de personas intenta desplazarse de forma repentina y con virulencia hacia una dirección, sin atenerse al buen orden o las consecuencias para los demás integrantes del grupo. Cuando este tipo de sucesos produce víctimas (mortales o lesionadas) causadas por la propia masa, se habla de aplastamiento por multitudes. Se trata de un comportamiento humano individualista relacionado sobre todo con el pánico.

## Descripción
La mayoría de las estampidas humanas son provocadas por el pánico debido a algún suceso que tiene lugar en ese momento. Algunas empiezan como un evento local que produce un efecto dominó y se convierte en un evento de multitudes. La mayoría de veces ocurre dentro de un recinto (cerrado o abierto, en este último caso tratándose de grandes multitudes), con las masas —a veces divididas en varios grupos— intentando salir del lugar con el objetivo de ponerse a salvo. Algunas veces puede ocurrir en dirección opuesta, cuando una masa de personas intenta entrar en un sitio a través de limitados puntos de acceso.
La mayoría de veces el aplastamiento se produce al no contar con suficientes salidas/entradas o vías de escape, aunque también puede producirse por el propio desplazamiento (cosa típica en las aglomeraciones religiosas al aire libre). El pánico constituye un factor importante en este tipo de comportamientos, que muchas veces se convierte en un «sálvese quien pueda».
La primera avalancha humana documentada ocurrió en Jerusalén entre 48 y 52 d. C. bajo el procurador Cumanus, cuando, con motivo de un insulto de parte de uno de los soldados romanos hacia los judíos que rezaban en el Templo (mostrándoles su trasero al aire), se produjo un gran tumulto que se desarrolló en enfrentamientos violentos entre los judíos y el destacamento romano en el lugar. Cuando su comandante se dirigió a la legión pidiendo refuerzos, se produjo una gran estampida de los judíos dentro del recinto que no contaba con suficientes salidas, resultando en el aplastamiento de miles de ellos.
Los principales lugares y circunstancias en las que se puede desarrollar una avalancha humana son:
- Las peregrinaciones religiosas, muchas veces al aire libre o en recintos abiertos. Históricamente, en ellas se ha producido el mayor número de víctimas por evento.
- Eventos multitudinarios de deporte y entretenimiento celebrados en estadios o parques (conciertos, fiestas, partidos de fútbol, etc.).
- Eventos en recintos cerrados, como salas y discotecas, que implican masas más pequeñas pero mucho más compactas y que disponen de menos vías de escape.
- En menor medida, otros eventos multitudinarios como manifestaciones o desfiles.

### Causas de estampidas
Los motivos que pueden dar comienzo a una estampida incluyen:
- Un suceso que representa peligro para los asistentes del evento, como un incendio.
- La amenaza o sensación de un posible peligro, como las amenazas de bomba o el sonido de una explosión, aunque esta sea ajena al evento.
- Un suceso puntual, como la caída de un toldo, que provoca pánico puntualmente pero que se puede contagiar al no conocer la mayoría de asistentes los hechos del suceso.
- Intervención humana (por ejemplo, disparos).
- Eventos naturales repentinos (como un terremoto).

En muchos de estos supuestos, el peligro en sí no existe antes de la estampida (o existe de menor severidad) y se va desarrollando conforme se forma el desplazamiento de la masa humana. En el caso de los recintos cerrados, la producción de víctimas muchas veces va relacionada con insuficiencias y errores humanos, como unas laxas medidas de seguridad, carencia de salidas de escape suficientes o de acuerdo con la normativa, o la acogida de un número de asistentes mucho mayor al aforo del lugar. En estos casos, muchas veces se depuran responsabilidades personales y penales.

### Causas de víctimas
Las muertes por estampidas humanas se producen principalmente debido a la asfixia por compresión y no por el propio pisoteo. La fuerza compresiva se produce tanto en el empuje de apilamiento horizontal como el vertical. Es por eso que la mayoría de las víctimas en una investigación posterior son tratadas por expertos en asfixiología forense. Sin embargo, también pueden producirse víctimas propias del pisoteo físico (normalmente heridos).
El aplastamiento puede producirse contra el suelo, contra objetos verticales (paredes, vallas, puertas) o entre la propia gente. En las salidas de los recintos cerrados se pueden formar «cuellos de botella» que provocan el aplastamiento. La dinámica de la estampida debido al tamaño de la masa y su distribución puede influir en que muchas de las personas que crean presión desde atrás sigan empujando hacia delante sin saber que las que están al frente están siendo aplastadas.

## Ejemplos
La tabla a continuación recoge muchas de las estampidas humanas registradas a lo largo de los años:
| Evento                                                                                              | Fecha                    | Lugar                           | Fallecidos  | Heridos     |
| --------------------------------------------------------------------------------------------------- | ------------------------ | ------------------------------- | ----------- | ----------- |
| Estampida del puente de la Guillotière                                                              | 11 de octubre de 1711    | Francia, Lyon                   | 245         | ?           |
| Estampida durante los festejos del matrimonio del delfín de Francia, futuro Luis XVI                | 16 de mayo de 1770       | Francia                         | ?           | ?           |
| Estampida del Ponte das Barcas debido al avance de las tropas de Jean de Dieu Soult                 | 29 de marzo de 1809      | Portugal, Ponte das Barcas      | 100         | ?           |
| Tragedia por escapar del colapso de la sinagoga de Ostrów Wielkopolski                              | 10 de octubre de 1872    | Polonia, Ostrów Wielkopolski    | 19          | ?           |
| Pánico en el incendio de los teatros de Brooklyn                                                    | 5 de diciembre de 1876   | Estados Unidos, Brooklyn        | 278         | ?           |
| Estampida del puente de Brooklyn de 1883                                                            | 30 de mayo de 1883       | Estados Unidos, Brooklyn        | 12          | 30 aprox.   |
| Estampida en el Victoria Hall                                                                       | 16 de junio de 1883      | Inglaterra, Sunderland          | 183         | ?           |
| Tragedia de Jodynka                                                                                 | 18 de mayo de 1896       | Rusia, Moscú                    | 1389        | 1300        |
| Desastre en el Italian Hall                                                                         | 24 de diciembre de 1913  | Estados Unidos                  | 73          | ?           |
| Caos por el bombardo japonés en Chongqing, en una estampida en el túnel Jiaochangkou                | 6 de junio de 1941       | República de China, Chongqing   | 1000 aprox. | ?           |
| Estampida en la estación de metro Bethnal Green (mayor desastre civil de la Segunda Guerra Mundial) | 3 de marzo de 1943       | Inglaterra, Londres             | 173         | 62          |
| Estampida en el estadio de Burnden Park                                                             | 9 de marzo de 1946       | Inglaterra, Bolton              | 33          | 400         |
| Tragedia en la iglesia de Santa Teresa                                                              | 9 de abril de 1952       | Venezuela, Caracas              | 46          | 115         |
| Estampida en el día principal del baño Mauni Amavasya durante la Kumbhamela                         | 3 de febrero de 1954     | India                           | 500         | 2000 aprox. |
| Visita de año nuevo al santuario shinto de Yahiko                                                   | 1 de enero de 1956       | Japón                           | 124         | 77          |
| Pánico en el Estadio Municipal de Busan                                                             | 17 de julio de 1959      | Corea del Sur                   | 67          | 100 (+)     |
| Tragedia del Estadio Nacional del Perú                                                              | 24 de mayo de 1964       | Perú                            | 320         | 800         |
| Pánico en Kayseri                                                                                   | 18 de septiembre de 1967 | Turquía                         | 40          | 600         |
| Tragedia de la puerta 12 del estadio del River Plate                                                | 23 de junio de 1968      | Argentina                       | 80          | 150         |
| Trágica estampida en el estadio Ibrox Park                                                          | 2 de enero de 1971       | Escocia                         | 66          | 200         |
| Estampida en El Cairo                                                                               | 17 de febrero de 1974    | Egipto                          | 49          | 47          |
| Desastre de Karaiskakis                                                                             | 8 de febrero de 1981     | Grecia                          | 21          | 55          |
| Tragedia de Luzhnikí                                                                                | 20 de octubre de 1982    | Rusia                           | 66          | 61          |
| Tragedia en el Estadio Olímpico Pascual Guerrero                                                    | 17 de noviembre de 1982  | Colombia                        | 24          | 100         |
| Incendio de la discoteca Alcalá 20                                                                  | 17 de diciembre de 1983  | España                          | 36          | ?           |
| Tragedia del Túnel 29                                                                               | 26 de mayo de 1985       | México                          | 11          | 59          |
| Tragedia de Heysel                                                                                  | 29 de mayo de 1985       | Bélgica                         | 39          | 454         |
| Aficionados tratando de escapar de una tormenta de granizo Stade Dasarath Rangasala                 | 12 de marzo de 1988      | Nepal                           | 96          | 100 (+)     |
| Tragedia de Hillsborough                                                                            | 15 de abril de 1989      | Inglaterra                      | 97          | 766         |
| Estampida de La Meca de 1990                                                                        | 2 de julio de 1990       | Arabia Saudita                  | 1426        | ?           |
| Desastre del estadio Oppenheimer                                                                    | 13 de enero de 1991      | Sudáfrica                       | 42          | ?           |
| Estampida por el año nuevo en Lan Kwai Fong de 1993                                                 | 1 de enero de 1993       | Hong Kong                       | 21          | 62          |
| Estampida en el Hajj de 1994                                                                        | 23 de mayo de 1994       | Arabia Saudita                  | 270         | ?           |
| Estampida en el Estadio Mateo Flores                                                                | 16 de octubre de 1996    | Guatemala                       | 84          | ?           |
| Estampida en Metro de Minsk                                                                         | 30 de mayo de 1999       | Bielorrusia                     | 54          | 100         |
| Tragedia del Festival de Roskilde                                                                   | 30 de junio del año 2000 | Dinamarca                       | 9           | ?           |
| Desastre del estadio Ellis Park                                                                     | 11 de abril de 2001      | Sudáfrica                       | 43          | ?           |
| Desastre del Estadio Ohene Djan                                                                     | 9 de mayo de 2001        | Ghana                           | 126         | ?           |
| Tragedia del puente peatonal Akashi                                                                 | 21 de julio de 2001      | Japón                           | 11          | 247         |
| Tragedia en el centro de exposiciones de Penfeld                                                    | 8 de febrero de 2002     | Francia                         | 5           | 32          |
| Estampida del E2 Nightclub                                                                          | 17 de febrero de 2003    | Estados Unidos                  | 21          | 50          |
| Estampida en el Hajj de 2004                                                                        | 1 de febrero de 2004     | Arabia Saudita                  | 251         | ?           |
| Estampida sobre el puente Al-Ayma                                                                   | 31 de agosto de 2005     | Irak                            | 965         | 815         |
| Estampida en el Hajj de 2006                                                                        | 12 de enero de 2006      | Arabia Saudita                  | 362         | 289         |
| Estampida en el Estadio PhilSports                                                                  | 4 de febrero de 2006     | Filipinas                       | 73          | 400         |
| Estampida de Ibb en las elecciones de 2006                                                          | 12 de septiembre de 2006 | Yemen                           | 41          | ?           |
| Estampida en el Estadio Chililabombwe                                                               | 2 de junio de 2007       | Zambia                          | 12          | 46          |
| Estampida humana de Bandung 2008                                                                    | 9 de febrero de 2008     | Indonesia                       | 11          | ?           |
| Tragedia de la discoteca New's Divine                                                               | 20 de junio de 2008      | México                          | 12          | 16          |
| Estampida en el templo de Naina Devi                                                                | 3 de agosto de 2008      | India                           | 148         | ?           |
| Estampida en el Estadio Municipal de Butembo                                                        | 14 de septiembre de 2008 | República Democrática del Congo | 13          | 54          |
| Estampida en el templo Chamunda                                                                     | 30 de septiembre de 2008 | India                           | 224         | 60          |
| Estampida en Dar es Salaam                                                                          | 1 de octubre de 2008     | Tanzania                        | 19          | 16          |
| Estampida en el Estadio Houphouët-Boigny de Abiyán                                                  | 29 de marzo de 2009      | Costa de Marfil                 | 19          | ?           |
| Estampida en Pratapgarh                                                                             | 4 de marzo de 2010       | India                           | 63          | 125         |
| Desastre del Love Parade                                                                            | 24 de julio de 2010      | Alemania                        | 21          | 511         |
| Estampida en el Om Touk de Nom Pen                                                                  | 22 de noviembre de 2010  | Camboya                         | 456         | 400         |
| Estampida en el santuario hindú de Sabarimala                                                       | 14 de enero de 2011      | India                           | 106         | 456         |
| Accidente del Madrid Arena                                                                          | 1 de noviembre de 2012   | España                          | 5           | ?           |
| Estampida durante el espectáculo de fuegos artificiales en Nouvel An                                | 1 de enero de 2013       | Costa de Marfil                 | 60          | 200         |
| Estampida de Kumbhamela en Prayag 2013                                                              | 10 de enero de 2013      | India                           | 42          | 300 (+)     |
| Tragedia de la copa Bupati                                                                          | 15 de julio de 2013      | Indonesia                       | 17/18       | ?           |
| Tragedia de la discoteca Night Club                                                                 | 15 de septiembre de 2013 | Colombia                        | 6           | 5           |
| Estampida durante el festival hindú en Navratri                                                     | 13 de octubre de 2013    | India                           | 115         | 110         |
| Tragedia del reclutamiento de inmigrantes en Nigeria                                                | 15 de marzo de 2014      | Nigeria                         | 24          | ?           |
| Estampida por el año nuevo en Shanghái                                                              | 31 de diciembre de 2014  | China                           | 36          | 47          |
| Estampida del Carnaval de Haití de 2015                                                             | 17 de febrero de 2015    | Haití                           | 18          | 78          |
| Estampida en el Estadio 30 de Junio, El Cairo                                                       | 30 de junio de 2015      | Egipto                          | 20          | ?           |
| Estampida de La Meca de 2015                                                                        | 24 de septiembre de 2015 | Arabia Saudita                  | 2177        | 934         |
| Incendio de la discoteca Colectiv                                                                   | 30 de octubre de 2015    | Rumania                         | 60          | 151         |
| Tragedia en el Estadio Nacional de Tegucigalpa                                                      | 28 de mayo de 2017       | Honduras                        | 5           | 26          |
| Estampida de Turín de 2017                                                                          | 3 de junio de 2017       | Italia                          | 2/3         | 1527        |
| Estampida en un subterráneo de Bombay                                                               | 29 de septiembre de 2017 | India                           | 23          | 50          |
| Estampida de El Paraíso                                                                             | 16 de junio de 2018      | Venezuela                       | 19          | 9 (+)       |
| Estampida de Corinaldo                                                                              | 8 de diciembre de 2018   | Italia                          | 6           | 59          |
| Estampida de Kerbala                                                                                | 10 de septiembre de 2019 | Irak                            | 31          | 102         |
| Estampida durante el funeral de Qasem Soleimani                                                     | 7 de enero de 2020       | Irán                            | 56          | 200 (+)     |
| Estampida de Maligawatte                                                                            | 21 de mayo de 2020       | Sri Lanka                       | 3           | 9           |
| Tragedia de la discoteca Thomas Restobar                                                            | 22 de agosto de 2020     | Perú                            | 13          | 6           |
| Estampida durante el funeral de John Magufuli en Dar el Salaam                                      | 21 de marzo de 2021      | Tanzania                        | 45          | 37          |
| Estampida del monte Merón                                                                           | 30 de abril de 2021      | Israel                          | 45          | 150 (+)     |
| Estampida del Festival de Astroworld                                                                | 5 de noviembre de 2021   | Estados Unidos                  | 8           | 300 (+)     |
| Estampida del templo Vaishno Devi                                                                   | 1 de enero de 2022       | India                           | 12          | 16          |
| Desastre del Estadio Paul Biya                                                                      | 24 de enero de 2022      | Camerún                         | 8           | 38          |
| Tragedia del Estadio Kanjuruhan                                                                     | 1 de octubre de 2022     | Indonesia                       | 132         | 547         |
| Estampida de Halloween de Seúl                                                                      | 29 de octubre de 2022    | Corea del Sur                   | 154         | 150         |
| Estampida del Estadio Internacional de Basora                                                       | 19 de enero de 2023      | Irak                            | 4           | 80 (+)      |
| Estampida de Saná                                                                                   | 19 de abril de 2023      | Yemen                           | 90          | 322 (+)     |
| Estampida en el estadio Cuscatlán                                                                   | 20 de mayo de 2023       | El Salvador                     | 12          | 100 (+)     |
| Estampida de Hathras                                                                                | 2 de julio de 2024       | India                           | 116 (+)     | ?           |